# La malquerida
 (срп. Омражена) мексичка је теленовела, продукцијске куће Телевиса, снимана 2014.

## Синопсис
Након што је изненада остала удовица, Кристина Малдонадо открива да је породично имање оптерећено дуговима. Немајући куд, одлучује да га прода, иако је боли чак и сама да ће остати без супругове заоставштине. Управо тада добија предлог од Естебана — интелигентног, лукавог, одлучног и дисциплинованог радника — он жели да јој помогне да поново постави хацијенду на ноге, јер је та земља оно што он највише воли. Мало-помало, уцвељена удовица и вредни радник успевају да врате стари сјај на имању, а веза која је у почетку била тек обична сарадња, лагано прераста у љубав. Новонастала ситуација растужује Кристинину ћерку Акасију, која не успева да преболи очеву смрт и не може да прихвати чињеницу да је неко други заузео његово место у мајчином срцу. Њени бака и дека тада предлажу Кристини да се унука пресели код њих, мислећи да ће јој удаљеност од мајке и Естебана помоћи да лакше превазиђе губитак вољеног оца.
Неколико година касније, Акасија се враћа на хацијенду — невина девојчица израсла је у прелепу жену, за којом Естебан губи главу још при првом сусрету. Он јој се представља као власник имања, али Акасија га дрско спушта на земљу, говорећи да је власница Кристина, удовица Алонса Риваса, уједно и њена мајка. Естебан тада схвата да је лепотица која пред њим стоји у ствари Акасија и покушава да изглади односе са њом. Третира је лепо и са поштовањем, као када је била девојчица — он је тада био обичан радник али се увек трудио да јој измами осмех ситним детаљима. Акасијин повратак на имање пробудиће жељу и у Мануелу, њеном пријатељу из детињства који је одлучан у намери да је ожени. Међутим, у њен живот улази и Улисес, који успева да је одушеви када се супротстави Естебану. Ипак, њена срећа биће уништена када Улисес нестане из њеног живота. Тада се она приближава Естебану, пре свега да би удовољила мајци, која жели да се њен супруг и кћерка лепо слажу.
Међутим, то само појачава Естебанову жељу за пасторком, до те мере да он усева да узбурка и њена осећања. Плашећи се да би могла да одговори на његова удварања, Акасија пристаје да се уда за Мануела, упркос свим његовим манама. Ова одлука доводи Естебана до лудила а чиста и искрена љубав коју је некада осећао према Кристини прераста у огорчење и бес јер не може да има Акасију.
Само ће права љубав моћи да врати радост на хацијенду „Бенавенте“ и победи слепу страст која убија, руши све пред собом и чини да жена која је некада била вољена постане омражена.

## Ликови
- Кристина (Викторија Руфо) - добра и мајка пуна љубави према својој ћерки јединици. Претрпела је преображај после Алонсове смрти. Удала се за Естебана, и њен живот се променио. Живот је ставља у тешку позицију када гледа суочавање два бића, која воли највише на свету: свог супруга и своје ћерке.
- Естебан (Кристијан Мајер) - интелигентан, лукав, одлучан и рођен са заповедничким даром. Од обичног радника постао је надзорник, а касније, оженивши се Кристином и власник хацијенде „Бенавенте“. Естебанова срећа је непотпуна будући да не зна да губи, недостаје му да задобије љубав своје пасторке.
- Акасија (Аријадне Дијаз) - Акасија је веома харизматична, добра девојка снажног и страственог карактера. Обожавала је свог оца, и веома пати након његове трагичне смрти, и приближила се другој очинској фигури, која је помагала њеној мајци у послу на хацијенди, Естебану.
- Улисес (Мане де ла Пара) - вредан, либералан, оптимистичан. Не слама се пред тешкоћама и мрзи неправду. Веома је љубоморан и импулсиван, Улисесова одлучност и његова љубав према Акасији учиниће да он превазиђе све препреке како би раскринкао Естебана, и реализовао своју љубав према Акасији.
- Ана Алехандра (Африка Савала) - дошла је у град у веровању да ће добити посао у фабрици, уместо тога Данило јој је дао посао у свом борделу, приморавши је да постане проститутка или ће у супрутном он убити њеног брата. Дао јој је надимак Тиркиз.
- Мануел (Брандон Пениче) - Хулијанин и Норбертов син, Норбертов мезимац и зна да рачуна на сигуран посао и да ће наследити бар половину успешног имања „Паласиос“. Са лакоћом обавља послове, што дугује свом шарму и способношћу за јавне односе. Заљубљује се у Акасију, и због ње је спреман на све, чак и да се ожени њоме на силу.
- Ерман (Освалдо де Леон) - Хулијанин син, сања да ће једног дана уписати академију уметности што Норберта посебно нервира. Плаши га се и презире га, али се у исто време труди да придобије његову љубав и дивљење. Када сазна да Норберто није његов отац и да се његова мајка удала трудна са другим, потпуно мења своју животну перспективу.
- Норберто (Гиљермо Гарсија Канту) - агресиван и веома амбициозан човек, Хулијанин супруг, Мануелом отац. Жели добити земљу хацијенде „Бенавенте“. Иако има извесне авантуре у главном граду, воли Хулијану.
- Хулијана (Нора Салинас) - Норбертова супруга, која се удала за њега како не би родила ванбрачно дете. Иако зна да Норберто има авантуре са другим женама, и да је неправедан у опхођењу према Ерману, трпи га.
- Плави (Фабијан Роблес) - искомплексиран и насилан радник. Воли да се хвали оним што ће једног дана имати. Груб је и чак окрутан према одређенима, лицемеран је и услужан.
- Данило (Алберто Естреља) - атрактиван заводник, увек скупо обучен, није неотесан као типичан нарко-дилер. Човек без икаквих моралних вредности, који се богати наводећи невине младе девојке на проституцију, и продајући у свом борделу дрогу.
- Гоја (Ракел Олмедо) - куварица на хацијенди „Бенавенте“, воли своју унуку Луису и брине о њој, од дана када су њени родитељи умрли у саобраћајној несрећи. Њен највећи страх је да ће се Луиса заљубити у Мануела, зато што зна да јој неће бити узвраћено, и покушава да утиче на своју унуку како би видела да јој та љубав неће бити узвраћена.
- Перла (Сабине Моусијер) - једна од боље котираних жена у Даниловом борделу. Данилова миљеница, док не нађе Алехандру. Перла брзо схвата да је Алехандра Данилова опсесија, и прва је одаје када одлучи да побегне, чекајући да Данило увиди да је једина одана жена коју има поред себе - она сама.

## Глумачка постава

### Главне улоге
| Глумац:         | Улога:                |
| --------------- | --------------------- |
| Викторија Руфо  | Кристина Малдонадо    |
| Кристијан Мајер | Естебан Домингез Пара |
| Аријадне Дијаз  | Акасија Ривас         |
| Мане де ла Пара | Улисес Торес          |

### Споредне улоге
| Глумац:               | Улога:                        |
| --------------------- | ----------------------------- |
| Брендон Пениче        | Мануел                        |
| Гиљермо Гарсија Канту | Норберто Паласиос             |
| Нора Салинас          | Хулијана                      |
| Сабине Моусијер       | Перла                         |
| Алберто Естреља       | Данило                        |
| Африка Савала         | Ана Алехандра / Туркиња       |
| Освалдо де Леон       | Ерман                         |
| Ракел Олмедо          | Гоја                          |
| Џошуа Мартинез        | Мемо                          |
| Силвија Марискал      | Елена Бенавенте               |
| Игнасио Лопез Тарсо   | Хуан Карлос Малдонадо         |
| Марсело Кордоба       | Алонсо                        |
| Елизабет Дупејрон     | Ракел                         |
| Химена Гомез          | Луиса                         |
| Фабијан Роблес        | Браулио Плави                 |
| Данијела Гарсија      | Акасија (као девојчица)       |
| Гонсало Пења          | Артуро                        |
| Марица Оливарес       | Олга                          |
| Лупита Хонес          | Кармен                        |
| Аранса Руиз           | Ана Алехандра (као девојчица) |